# Pałac Maarjamäe

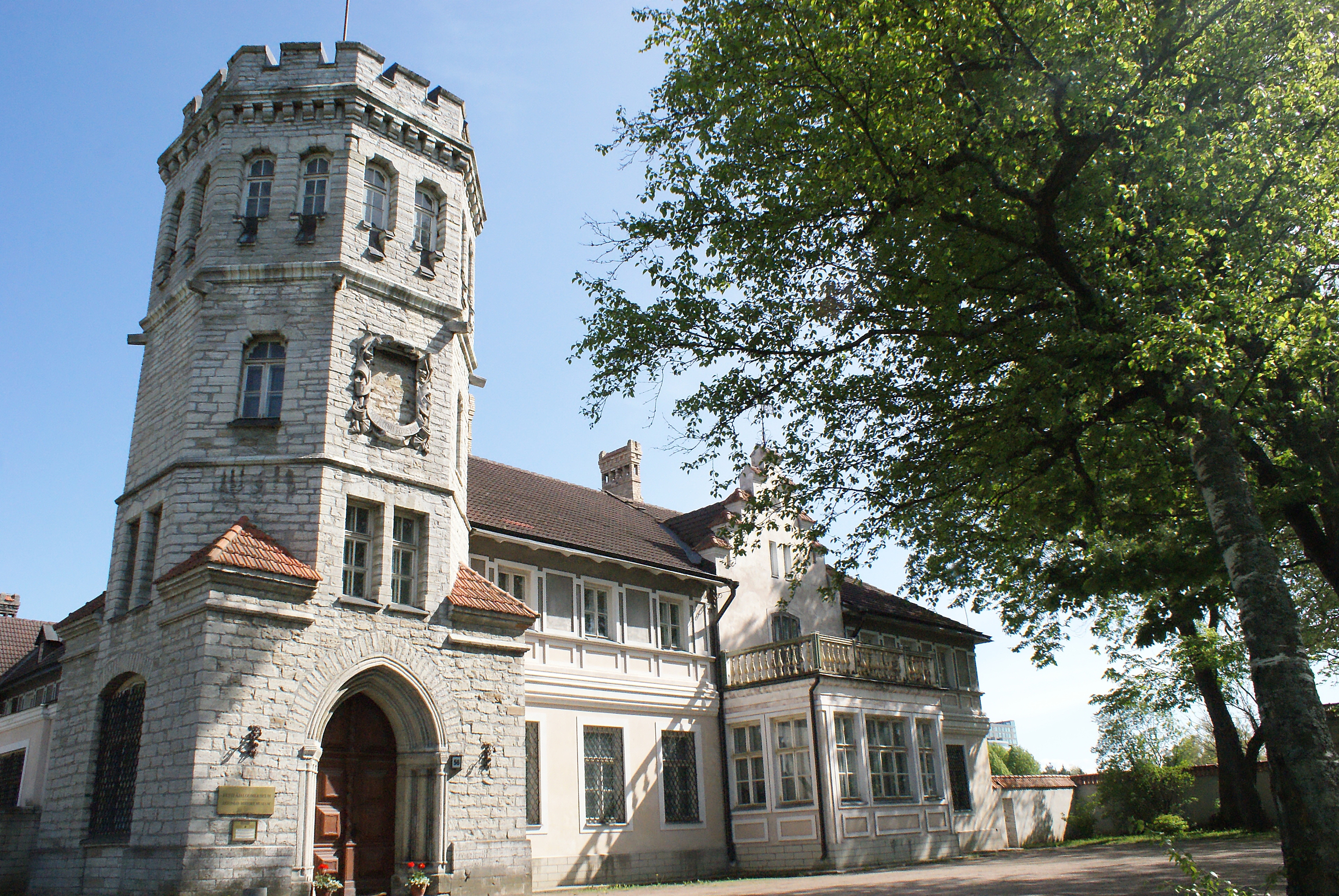

Pałac Maarjamäe (est. Maarjamäe loss, także pałac Orłowa, est. Orlovi loss) – XIX-wieczny pałac w Tallinnie przy ul. Pirita, wzniesiony dla gen. Anatolija Orłowa-Dawydowa, od lat 70. XX w. mieszczący muzeum historyczne.

## Historia
Kompleks pałacowy w stylu eklektycznym został wzniesiony w latach 1873-1874 na zamówienie generała Anatolija Orłowa-Dawydowa. Nosił nazwę zamku Marii od imion żony i córki wojskowego. Całość otaczał park.
W niepodległej Estonii w okresie międzywojennym, początkowo w pałacu swoją siedzibę miała holenderska placówka dyplomatyczna, zajmująca go od 1920 do 1932 r. Następnie przez pięć lat pałac mieścił luksusowy hotel Riviera Palace, natomiast od 1937 do 1940 r. znajdowała się tam wojskowa szkoła lotnicza. 
Po powtórnym przyłączeniu Estonii do ZSRR, w 1944 r., pałac zajęła armia radziecka. W latach 70. XX wieku obiekt został zaadaptowany na muzeum. Mieścił wystawę poświęconą najnowszej historii Estonii. Także w niepodległej Estonii jest jedną z siedzib muzeum historycznego. W 2018 r. otwarto w nim nową wystawę poświęconą historii Estonii od uzyskania niepodległości w 1918 r. do czasów po odzyskaniu suwerenności w 1991 r. Na terenie muzeum działa również plenerowa ekspozycja pomników i monumentalnej rzeźby z okresu Estońskiej SRR.